# Mont Farlagne
Le mont Farlagne est une montagne du Nouveau-Brunswick (Canada) située à Edmundston. Elle comprend la station de sports d'hiver de Mont Farlagne, la seule du nord-ouest du Nouveau-Brunswcick.[réf. nécessaire]

## Historique

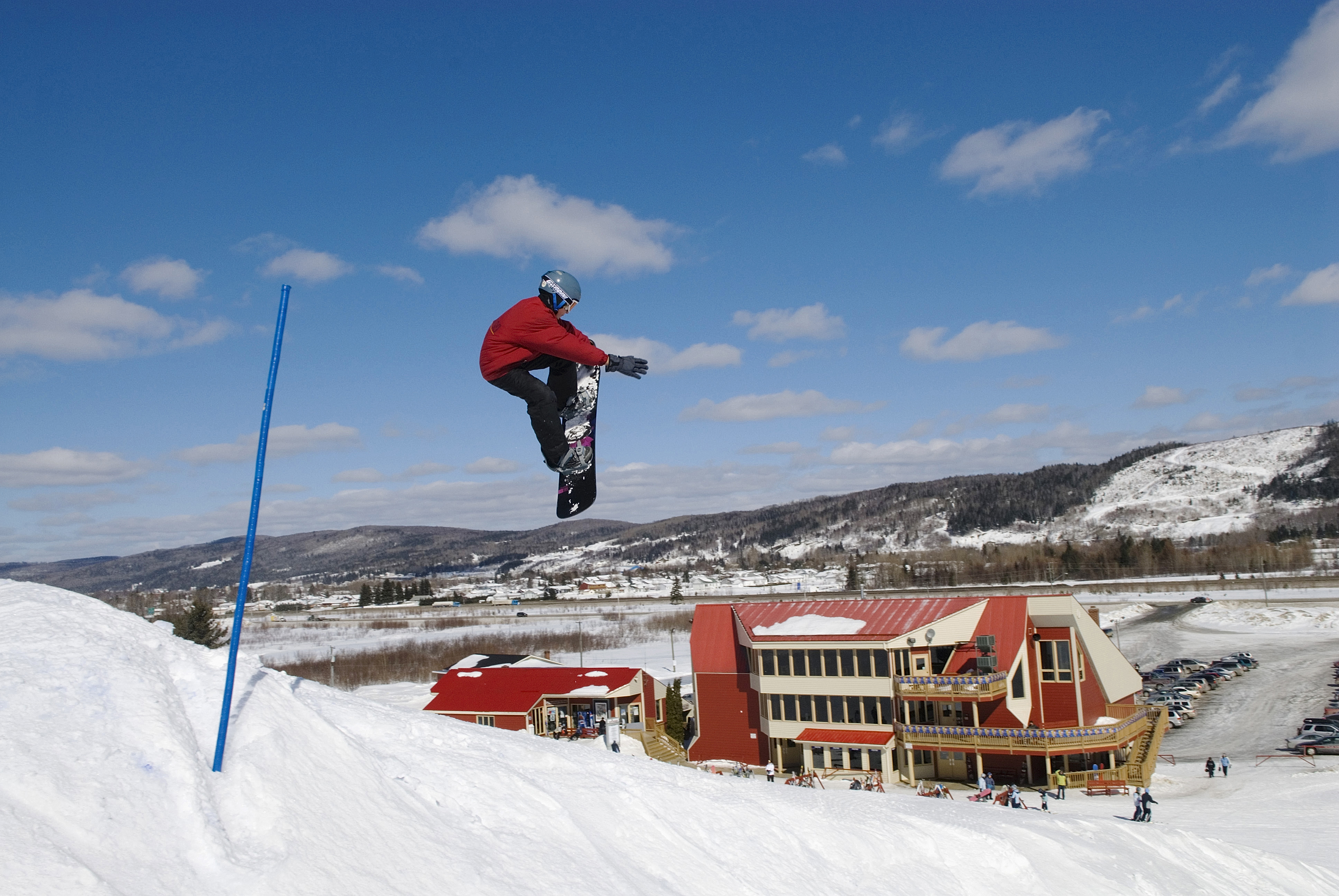
Un planchiste qui effectue un saut au mont Farlagne

La station de Mont Farlagne a ouvert ses portes en janvier 1969 sous la direction d’Edmundston Ski Ltd. Les pentes ont été aménagées sur le terrain du juge Robert Rice. La construction du centre de ski a débuté en automne 1968 après avoir fait une levée de fonds auprès de la population d'Edmundston. Au tout début, le mont ne contenait que quatre pistes de ski : la Familiale (Couturier), la Rice, la Casse-cou et la Fraser. Cette dernière était éclairée pour permettre un ski de soirée.

## Description technique
Le mont Farlagne possède cinq remontées mécaniques :
1. Pony lift : C'est un petit barreau de métal que l'on tient dans les mains pour monter la pente. Il est situé dans la Snowpy et on ne peut skier que dans cette pente.
2. T-Bar : C'est un Téléski à deux places constitué d'une planche de bois attaché à un poteau pour former un «T» à l'envers. À partir du T-Bar il est possible de skier sur quatre pistes : Couturier, Rice, Casse-cou et Fraser.
3. Télésiège fixe 4 places (Quad) : Il permet de monter au point le plus haut du mont et de descendre tous les pistes.
4. Télésiège fixe à 2 places (Double) : Situé dans la Brayonne, il vous apporte sur le côté gauche de la montagne. Lors de votre ascension, vous pouvez admirer les skieurs de l'équipe de course qui s'entrainent sur cette piste.
5. Remonte tube (Tube) : C'est un petit remonte pente spécialement conçu pour les Tubes à neige.

## Services offerts
Les patrouilleurs de ski du Mont-Farlagne font partie de la Patrouille canadienne de ski (PCS). Chacun est formé selon les standards nationaux établis par la PCS soit : une formation en premiers soins avancés, incluant la réanimation cardio-respiratoire au niveau de professionnel de la santé et l'administration d’oxygène médical. À cela s'ajoute une formation sur l'évacuation des remontées mécaniques aériennes et sur les opérations en montagne, où les patrouilleurs doivent avoir un bon niveau de ski ou de planche à neige. Ils doivent aussi apprendre à manier un toboggan chargé et déchargé de façon sécuritaire, ainsi que l'approche d'un skieur ou planchiste en détresse.[réf. souhaitée]